# Енджеевский, Доминик
Доми́ник Енджее́вский (пол. Dominik Jędrzejewski; 4 августа 1886, Коваль — 29 августа 1942, Дахау, Бавария) — блаженный Римско-Католической Церкви, священник, мученик. Входит в число 108 блаженных польских мучеников, беатифицированных римским папой Иоанном Павлом II во время его посещения Варшавы 13 июня 1999 года.

## Биография
После получения педагогического образования в 1906 году вступил в Высшую Духовную семинарию во Влоцлавке. 18 июня 1911 года был рукоположён в сан священника, после чего служил викарием, капелланом. Занимался благотворительной и педагогической деятельностью с молодёжью.
26 августа 1940 года был арестован оккупационными немецкими властями и направлен в концентрационный лагерь Заксенхаузен, после — в концлагерь Дахау, где погиб 29 августа 1942 года. Его концентрационный номер — 22813.

## Прославление
13 июня 1999 года был беатифицирован римским папой Иоанном Павлом II вместе с другими польскими мучениками Второй мировой войны.
День памяти — 12 июня.